# Gemini (film, 2017)
Pour les articles homonymes, voir Gemini.
Pour plus de détails, voir Fiche technique et Distribution.
Gemini est un thriller et film à mystère américain de 2017 écrit, réalisé et monté par Aaron Katz. L'intrigue suit l'assistante d'une actrice hollywoodienne qui doit se refaire un nom après que cette dernière ait été retrouvée assassinée chez elle. 
Le film a été présenté en première mondiale au festival South by Southwest le 12 mars 2017 et est sorti aux États-Unis un an plus tard, le 30 mars 2018, par Neon. 

## Synopsis
Jill LeBeau est l'assistante de la starlette hollywoodienne Heather Anderson. Jill arrive un jour chez Heather et la trouve morte d'une blessure par balle. La détective Ahn soupçonnant Jill, pour éviter que son monde s'effondre, elle doit résoudre le meurtre tout en s'attaquant à ses propres horribles démons.  

## Fiche technique
- Titre original : Gemini
- Titre français : Gemini
- Réalisation : Aaron Katz
- Scénario : Aaron Katz
- Photographie : Andrew Reed
- Montage : Aaron Katz
- Musique : Keegan DeWitt
- Pays d'origine : États-Unis
- Langue originale : anglais
- Format : couleur
- Genre : thriller
- Durée : 92 minutes
- Dates de sortie :
  - États-Unis : 12 mars 2017 (South by Southwest)

## Distribution
- Lola Kirke : Jill LeBeau, amie et assistante personnelle de Heather
- Zoë Kravitz : Heather Anderson, star de cinéma
- John Cho : l'inspecteur Edward Ahn
- Greta Lee : Tracy, la petite amie de Heather
- Michelle Forbes : Jamie, l'agent de Heather
- Nelson Franklin : Greg, dont Heather a rejeté le contrat sur le film
- Ricki Lake : Vanessa, l'intervieweuse télé qui a récemment offert un emploi à Jill
- Reeve Carney : Devin, star de cinéma et ex-petit ami de Heather
- Marianne Rendón : Cassandra, nouvelle compagne de Devin
- Jessica Parker Kennedy : Sierra, une fan
- James Ransone : Stan, un paparazzi
- Todd Louiso : Keith
- Juan Antonio : l'officier Santos
- Abraham Lim : Seo-Jin
- Gabriela Flores (en) : Andrea
- Ted Stavros : le jeune serveur
- Levy Tran : Thiri
- Naby Dakhli : l'assistant de production
- Ray Reynaga : le premier paparazzi
- Chad Hartigan : le deuxième paparazzi

## Production
En mai 2016, Lola Kirke, Zoë Kravitz, John Cho, Ricki Lake, Greta Lee, Michelle Forbes, Nelson Franklin, Reeve Carney, Jessica Parker Kennedy et James Ransone rejoignent le casting du film, Aaron Katz le réalisant à partir de son propre scénario, tandis que Mynette Louie, Sara Murphy et Adele Romanski l'ont produit,. 
Keegan DeWitt a composé la partition du film. 

### Tournage
Le tournage commence en mai 2016.

## Sortie
Le film a été présenté en première mondiale à South by Southwest le 12 mars 2017. Peu de temps après, Neon a acquis les droits de distribution américains du film,. Sony Pictures Worldwide Acquisitions distribuera le film à l'international sous leur bannière Stage 6 Films. Il est sorti aux États-Unis le 30 mars 2018.  

## Accueil
Sur le site Web de l'agrégateur de critiques Rotten Tomatoes, le film a une note d'approbation de 73% basée sur 70 avis, avec une note moyenne de 6,4/10. Le consensus critique du site Web se lit comme suit : « Néo-noir kaléidoscopique, Gemini est un mystère de meurtre visuellement frappant avec un complot compliqué mais largement convaincant et une impressionnante présentation de Lola Kirke ». Sur Metacritic, le film détient un score moyen pondéré de 71 sur 100, basé sur 30 critiques, écrivant "« des critiques généralement favorables ».